# جامعة سالم ستيت

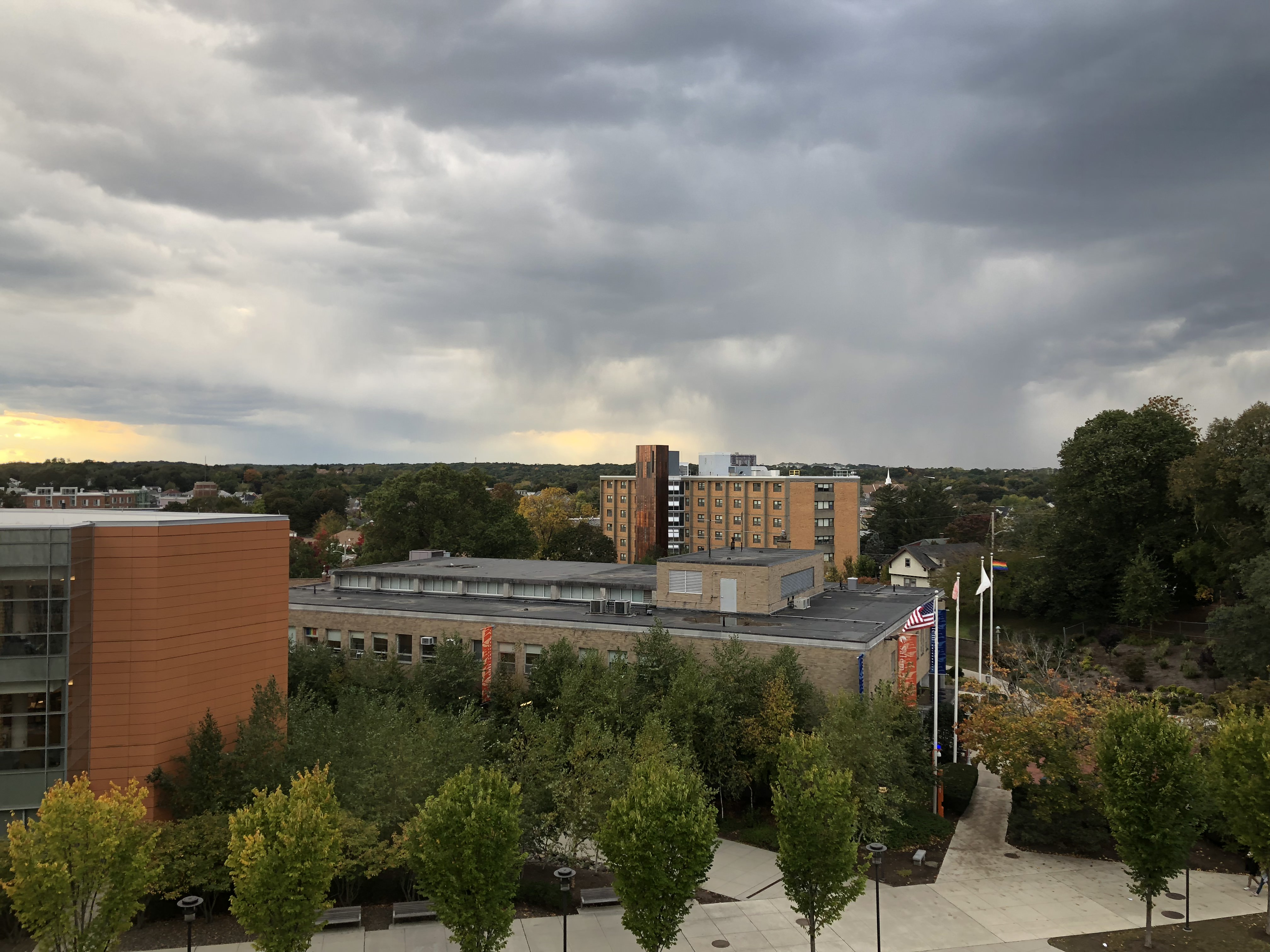
منظر للحرم الشمالي مع المكتبة الموجودة على اليسار ، وكواد المكتبة ومركز مركز ايلسون الجامعي في المقدمة

جامعة سالم الحكومية [[إنج|Salem State University]] هي جامعة عامة في سالم، ماساتشوستس، تأسست عام 1854 كمدرسة سالم العادية اعتبارًا من 2013م في ولاية سالم، يدرس بها أكثر من 8 آلاف بدوام كامل وبدوام جزئي من 27 ولاية و57 دولة أجنبية. تقدم الجامعة درجات البكالوريوس والماجستير في الآداب والعلوم، ودرجات الماجستير في إدارة الأعمال، وشهادات ما بعد الماجستير في أكثر من 40 مادة أكاديمية. بالإضافة إلى ذلك تقدم أيضًا دورات التعليم المستمر للائتمان وغير الائتماني.

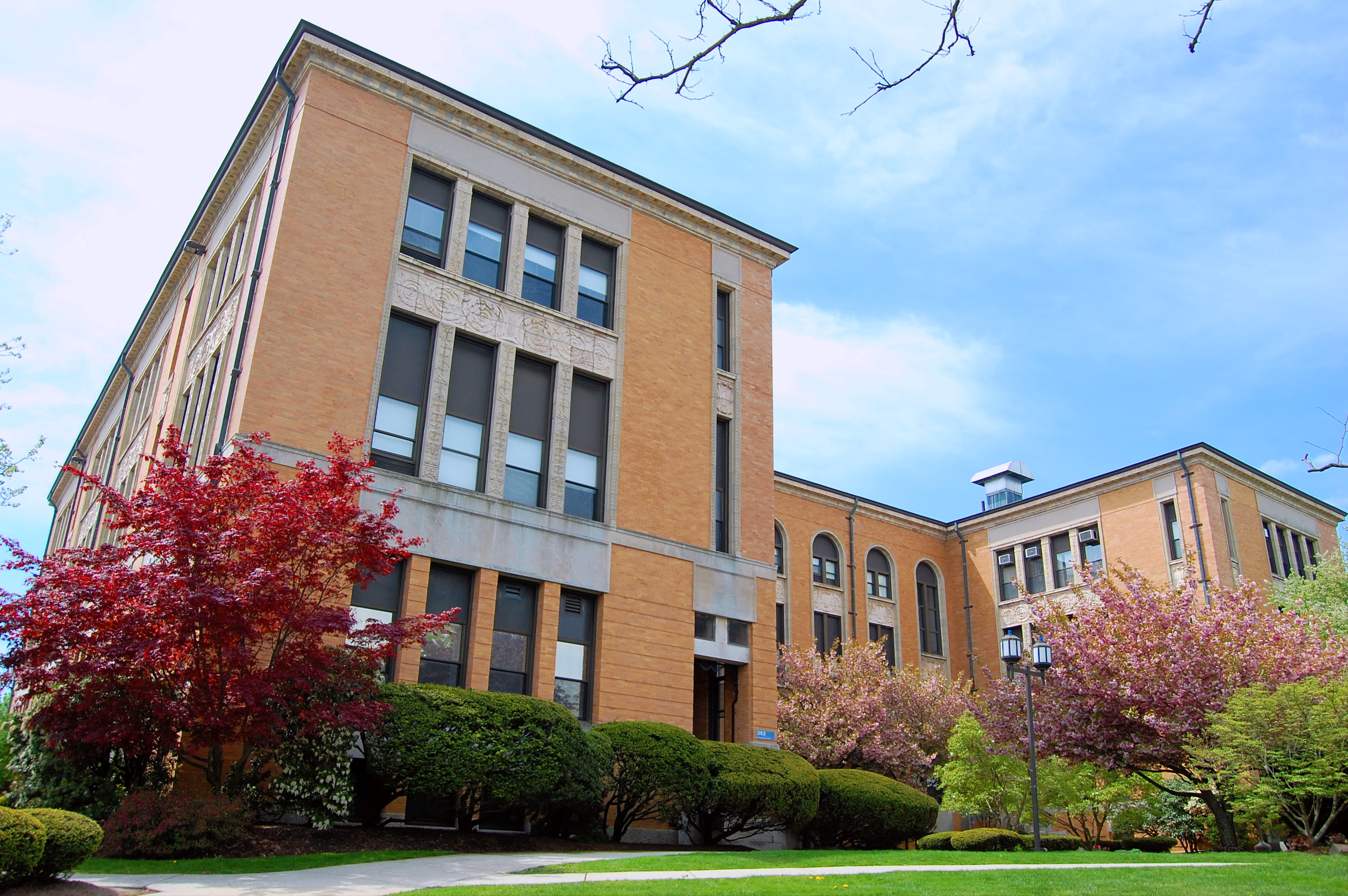
مبنى إدوارد سوليفان عند تقاطع شارع لافاييت وشارع لورينغ.

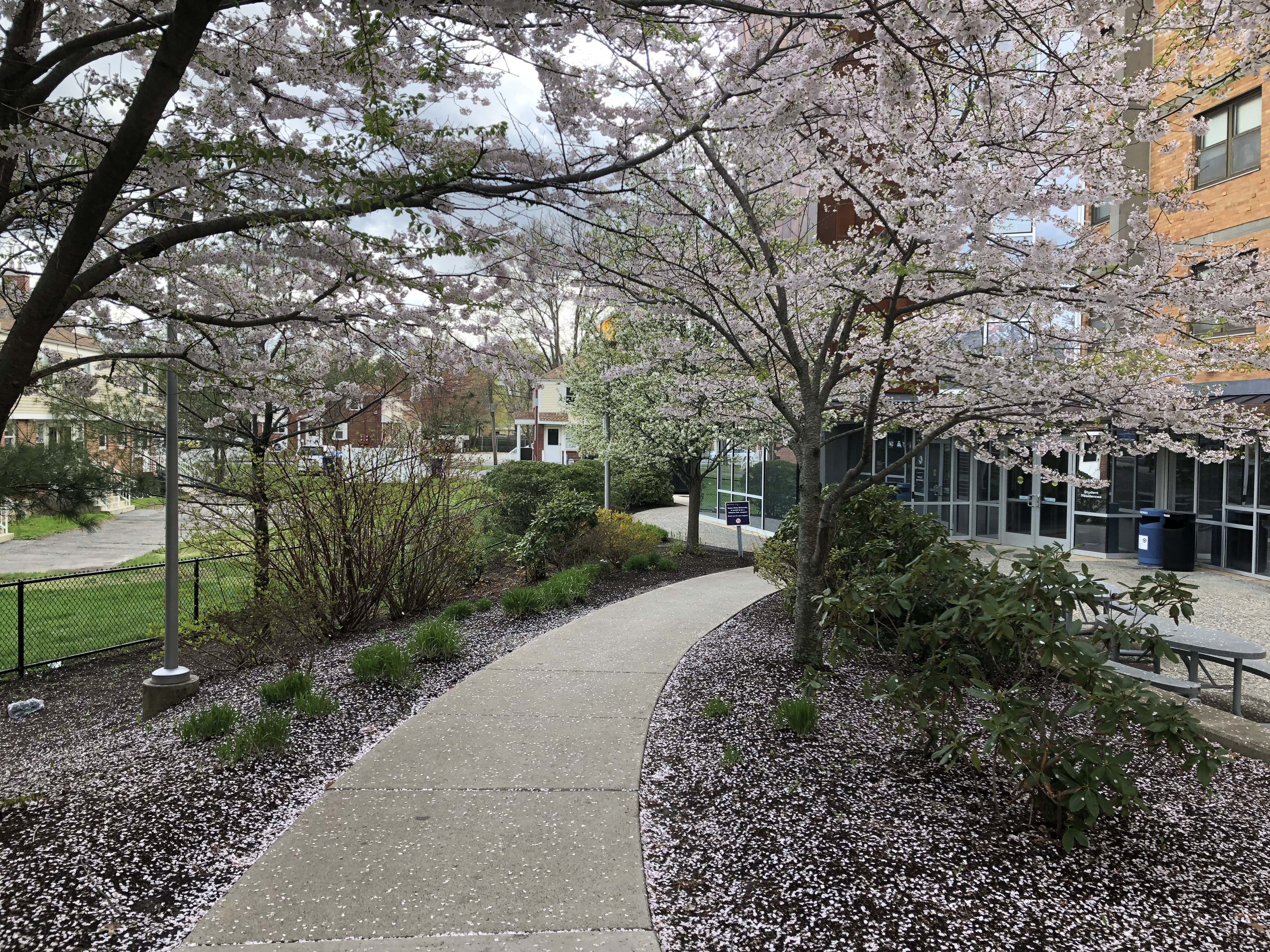
الممشى أمام قاعة بودريش في فصل الربيع

## الحياة الطلابية
هناك أكثر من سبعين منظمة طلابية في الحرم الجامعي، والتي تنقسم إلى فئات متميزة: المجموعات الأكاديمية المنتسبة، مجموعات الاهتمامات، مجموعات الأداء، مجموعات البرمجة الموجهة، المجموعات المرتبطة بدنيا، المجموعات الاجتماعية والثقافية، مجموعات إدارة الطلاب، والمجموعات الإعلامية للطلاب. تدعم المنظمات الطلابية مالياً من خلال رسم الطالب الإلزامي البالغ 30.00 دولارًا لكل فصل دراسي تشرف عليه رابطة الطلاب الحكومية. ينتخب طلاب المرحلة الجامعية الأولى في جمعية الطلاب الحكومية لمدة عام واحد من خلال عملية انتخابية خلال فصل الربيع. توجد غالبية المنظمات الطلابية في مركز حرم جورج إليسون في الحرم الجامعي الشمالي.
المجموعات التابعة الأكاديمية
- جمعية المحاسبة
- جمعية التسويق الأمريكية
- المجتمع البيولوجي
- جمعية الكيمياء
- نادي برمجة الكمبيوتر
- أكاديمية العدالة الجنائية
- جمعية علوم الأرض
- نادي الاقتصاد
- المجتمع الإنجليزي
- جمعية المالية
- النادي الفرنسي
- مربو المستقبل في أمريكا
- رابطة تاريخية
- يكرم برنامج المجلس الاستشاري
- نادي الأعمال الدولي
- النادي الإيطالي
- نادي الفلسفة
- أكاديمية العلوم السياسية
- جمعية ما قبل القانون
- جمعية طلاب العلاقات العامة الأمريكية
- فريق موارد العمل الطلابي
- نادي الأسبانية
- نادي علوم الرياضة والحركة
- جمعية الممرضات الطلابية

## خريجون بارزون

### الفنون الإبداعية والأداء
- تريسي شيمو - ممثلة، تتكرر في «أورانج هي الأسود الجديد» و «من الصعب على الناس» - وهي أيضًا ممثلة حائزة على جوائز في برودواي.
- إليزابيث أوبديك كوبلا - فنانة ابنة جون أبدايك
- كيث نايت (1990) - رسام كاريكاتير
- جولي ماكنيفن - ممثلة، مثلت في القانون والنظام، جنون الرجال، خارق و ستارغيت يونيفرس
- مارك باريسي (1984) - رسام كاريكاتير، مبتكر أوف ذا مارك

### التعليم
- شارلوت فورتن غريمكي (1856) - ناشطة في مجال مكافحة الرق، ومعلمة، وأول مدرس أمريكي من أصل أفريقي يسافر جنوبًا أثناء الحرب الأهلية الأمريكية
- إيدا م. إليوت (1867) - معلم، فيلسوف، كاتب
- ديميتريوس أتساليس - عضو مجلس النواب في ولاية ماساتشوستس (1999-2013)
- آرثر برودهورست (1988) - عضو مجلس النواب في ولاية ماساتشوستس (1993-2007)
- مايكل أ. كوستيلو (1989) - عضو مجلس النواب في ولاية ماساتشوستس (2003-2014)
- كيم دريسكول (1989) - رئيس بلدية سالم ، ماساتشوستس (2006 - حتى الآن)
- روبرت فينيل (1978) - عضو مجلس النواب في ماساتشوستس (1995 - حتى الآن)
- براين ليس (1975) - عضو مجلس شيوخ ولاية ماساتشوستس (1989 - 2007، زعيم الأقلية من 1993 إلى 2007)
- جوان لوفلي (2006) - عضو مجلس شيوخ ولاية ماساتشوستس (2013 - حتى الآن)
- جون ف. تيرني، (1973) - عضو مجلس النواب بالولايات المتحدة (1997-2015)

### رياضات
- ديك لامبي (1975) - عضو في فريق الهوكي الأوليمبي الأمريكي لعام 1976، مدافع الهوكي عن فريق سانت لويس بلو (1978-1981)
- توم ثيبودو (1981) - المدير المساعد لفريق بوسطن سلتكس (2007-2010)، المدير الفني لفريق شيكاغو بولز (2010-2015)، المدرب الرئيسي لمينيسوتا تيمبروولفز (2016-2016)

### آخر
- «والتر داي» (تسرب في عام 1978) - حارس سجل ألعاب الفيديو، مؤسس شركة توين جلاكسيس
- ماري هـ. جريفز (تخرجت عام 1860)، وزيرة، محررة أدبية، كاتبة
- آني ستيفنز بيركنز (تخرجت عام 1887)، كاتبة

## روابط خارجية
- الموقع الرسمي لألعاب القوى